# The Kremlin Letter
The Kremlin Letter is een Amerikaanse thriller uit 1970 onder regie van John Huston. Het scenario is gebaseerd op de gelijknamige spionageroman uit 1966 van de Amerikaanse auteur Noel Behn.

## Verhaal
Tijdens de Koude Oorlog reist een groep spionnen onder leiding van een man met een fotografisch geheugen naar Moskou. Ze moeten er een geheim document terugvinden, waarin de Verenigde Staten hun steun verlenen aan de Sovjet-Unie als Rood China een atoomwapen bouwt.

## Rolverdeling
| Acteur              | Personage        |
| ------------------- | ---------------- |
| Bibi Andersson      | Erika Kosnov     |
| Richard Boone       | Ward             |
| Nigel Green         | Janis            |
| Dean Jagger         | Highwayman       |
| Lila Kedrova        | Sophie           |
| Micheál MacLiammóir | Alice            |
| Patrick O'Neal      | Charles Rone     |
| Barbara Parkins     | B.A.             |
| Ronald Radd         | Kapitein Potkin  |
| George Sanders      | Warlock          |
| Raf Vallone         | Poppenmaker      |
| Max von Sydow       | Kolonel Kosnov   |
| Orson Welles        | Bresnavitch      |
| Sandor Elès         | Luitenant Grodin |
| Niall MacGinnis     | Set              |